# Trois Marins en bordée
Pour plus de détails, voir Fiche technique et Distribution.
Trois Marins en bordée est un film français réalisé par Émile Couzinet, sorti en 1957.

## Fiche technique
- Titre : Trois Marins en bordée
- Réalisation : Émile Couzinet
- Scénario et dialogues : Robert Eyquem (Émile Couzinet)
- Photographie : Enzo Riccioni
- Son : Séverin Frankiel
- Décors : René Renetteau
- Musique : Paulette Zevacco
- Société de production : Burgus Films
- Pays d'origine :  France
- Genre :  Comédie
- Durée : 88 minutes
- Date de sortie : 
  - France, 10 décembre 1957

## Distribution
- Mag-Avril : Marquise de Botarin
- Pierre Stephen : Marquis de Botarin
- Alice Tissot : La directrice
- Alain Baugé : Jean
- Tania Miller : Jacqueline
- André Gabriello : brigadier Bouardan
- Gaston Orbal : Justin
- Gabrielle Doulcet